# Продромос (окръг Лимасол)
Про̀дромос (на гръцки: Πρόδρομος) е село в Кипър, окръг Лимасол. Според статистическата служба на Република Кипър през 2001 г. селото има 141 жители.
Селото носи името на Йоан Кръстител. Със своите 1380 m надморска височина, то е най-високото населено място на острова. Център е на зимните спортове в Кипър с три ски писти, намиращи се на връх Олимп.